# Interocrea transfasciata
Interocrea transfasciata är en insektsart som beskrevs av Hamilton 1980. Interocrea transfasciata ingår i släktet Interocrea och familjen spottstritar. Inga underarter finns listade i Catalogue of Life.